# Multiple Kill Vehicle

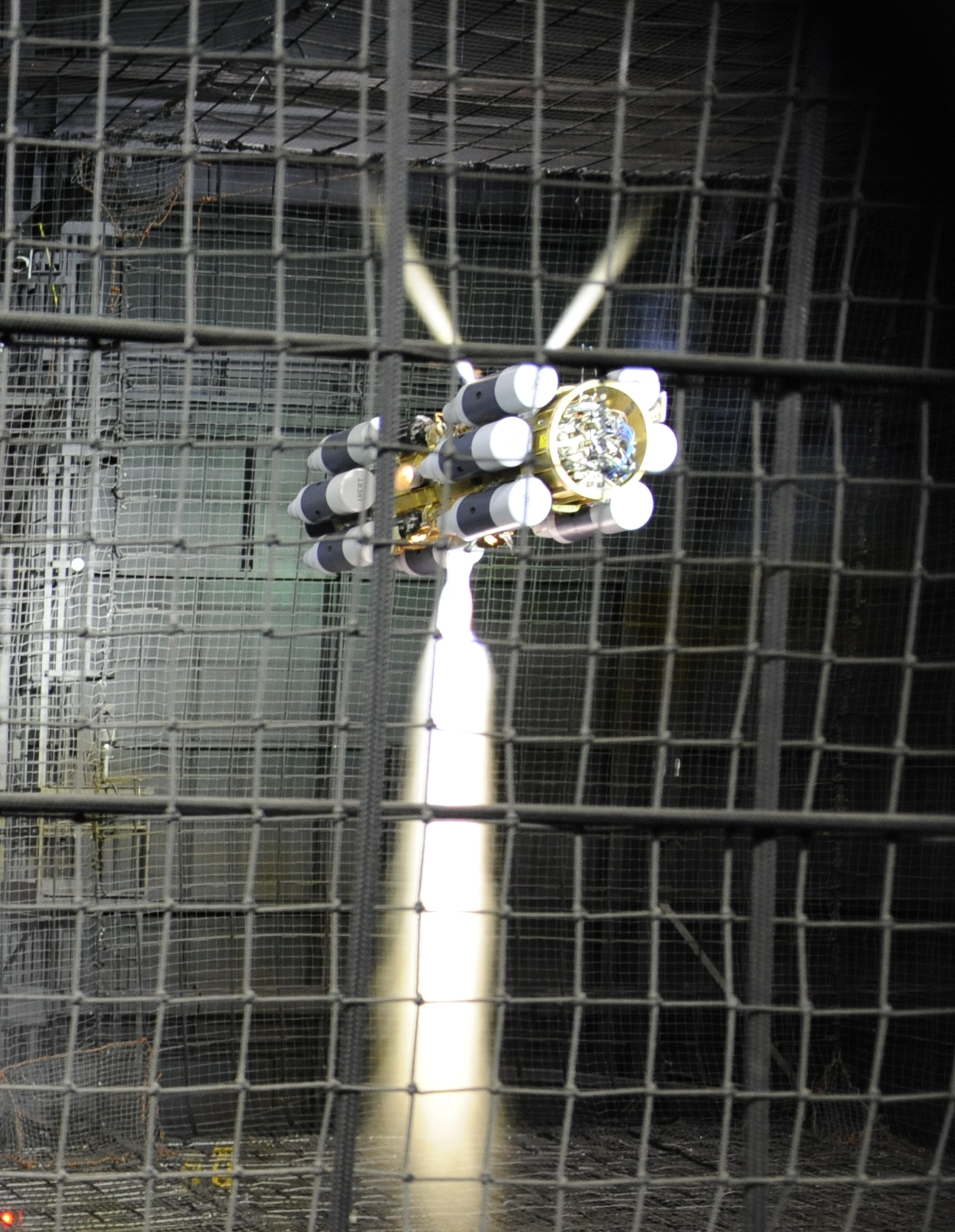
MKV-L podczas hover testu

Multiple Kill Vehicle, MKV (Wielogłowicowy pojazd niszczący) amerykański program badawczo-konstrukcyjny zmierzający do opracowania wielogłowicowego systemu kinetycznego, zdolnego do przechwytywania i niszczenia głowic międzykontynentalnych pocisków balistycznych wraz z ich pomocniczym systemem przenikania obrony antybalistycznej (atrapy głowic, balony, itp – penetration aids).
Prowadzony pod nadzorem Missile Defense Agency przez Lockheed Martin Space Systems, a ostatnio (2008 r.) przez Raytheon program, doprowadzić ma do stworzenia, w ramach systemu antybalistycznego Ballistic Missile Defense, wielogłowicowego kinetycznego systemu dla pocisków antybalistycznych: GBI, rodziny KEI, oraz SM-3 Block IIA i SM-3 Block IIB.